# Dosiad niezależny

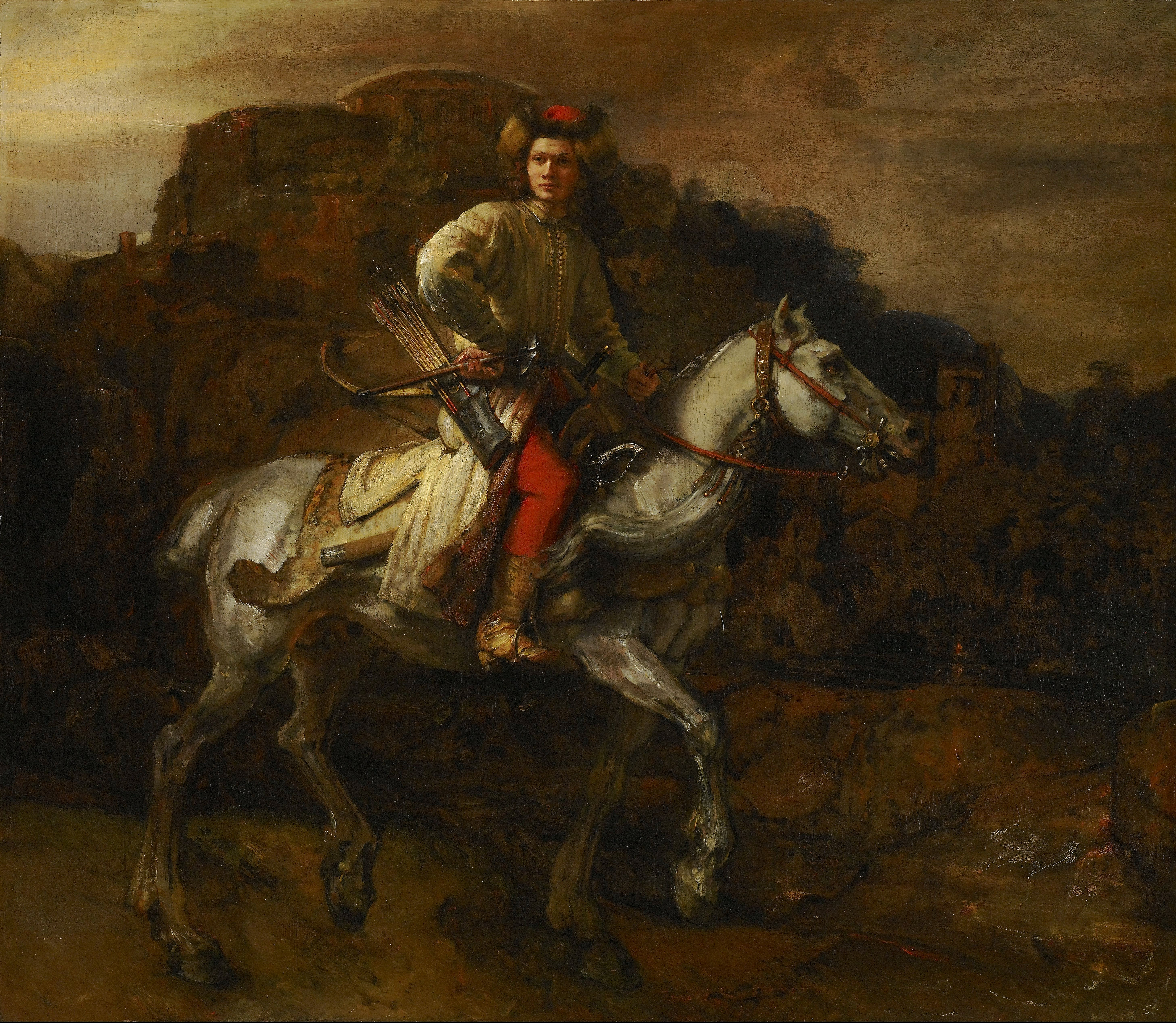
Jeździec polski - Rembrandt

Dosiad niezależny - sposób, w jaki jeździec utrzymuje równowagę na poruszającym się koniu, niezależnie od jego zachowania.